# Hockessin
Hockessin statisztikai település az USA Delaware államában, New Castle megyében. Lakosainak száma 13 478 fő (2020).

## Népesség
A település népességének változása:

| 2010 | 13 527 |
| 2020 | 13 478 |